# 蘇克雷 (蘇克雷省)
蘇克雷是哥倫比亞的城鎮，位於該國北部，由蘇克雷省負責管轄，始建於1799年，面積1,139平方公里，海拔高度20米，2005年人口21,716，人口密度每平方公里19人。

## 外部連結
- （西班牙文） Gobernacion de Sucre - Sucre
- （西班牙文） Sucre official website

8°48′50″N 74°43′31″W / 8.81389°N 74.7253°W